# شهرستان اورومچی
شهرستان اورومچی (به اویغوری: ئۈرۈمچى ناھىيىسى)(به جینی: 乌鲁木齐县، به پین‌یین: Wūlǔmùqí Xiàn) یک شهرستان تابع «شهر در سطح ولایت» اورومچی، مرکز منطقه خودمختار سین‌کیانگ اویغور در چین است.

## تاریخچه
این شهرستان، بازماندهٔ شهرستانیست که شامل شهر اورومچی بوده است. سابقا، به مانند شهر اورومچی، نام این شهرستان «دیهوا» بوده است. این شهرستان در سال میلادی، تحت حاکمیت دودمان چینگ تاسیس شد. در اکتبر ۱۹۴۵ میلادی، شهر دیهوا از این شهرستان جدا شده و به شهر در سطح شهرستان ارتقاء یافت. پس بنابراین، هم «شهر دیهوا» و هم «شهرستان دیهوا» تحت تابیعت «ولایت دیهوا» قرار گرفتند.
در دسامبر ۱۹۴۹، شهر دیهوا به «شهر در سطح ولایت» ارتقاء یافت و از ولایت دیهوا مستقل شد. شهرستان دیهوا تابع ولایت دیهوا باقی ماند.
ولایت خودمختار سانجی هوئی در سال ۱۹۵۴ میلادی برای مردم هوئی (مسلمانان چینی‌تبار) تاسیس شد. در همان سال، شهر «دیهوا» به «اورومچی»، و شهرستان دیهوا به شهرستان اورومچی تغییر نام داد. این ولایت در ابتدا کوچک بوده و تنها متشکل از ۳ شهرستان بود، شهرستان سانجی،‌ شهرستان اورومچی، و شهرستان میچوان. بقیهٔ «ولایت دیهوا»، با وجود اینکه نه شهر اورومچی را شامل می شد و نه شهرستان اورومچی، به «ولایت اورومچی» تغییر نام داد.
در سال ۱۹۵۸ میلادی، بخشهایی از این شهرستان جدا شده و ضمیمهٔ مناطق تابع شهر اورومچی و همین‌طور دو شهرستان سانجی و میچوان شد.
در دسامبر ۱۹۵۹، شهرستان اورومچی از ولایت خودمختار سانجی هوئی جدا شده و به «شهر در سطح ولایت» اورومچی پیوست. یک ماه بعد، در ژانویه ۱۹۶۰، مناطقی که از این شهرستان به دو شهرستان سانجی و میچوان پیوسته بودند، به این شهرستان برگردانده شدند.
در طول سالها، مناطق متعددی از این شهرستان جدا شده و به مناطق تابع شهر اورومچی پیوستند، منجمله در سالهای ۲۰۰۱، ۲۰۰۲، و ۲۰۱۱.

## جمعیت
| ترکیب قومیتی شهرستان اورومچی | ترکیب قومیتی شهرستان اورومچی | ترکیب قومیتی شهرستان اورومچی | ترکیب قومیتی شهرستان اورومچی | ترکیب قومیتی شهرستان اورومچی |
| ---------------------------- | ---------------------------- | ---------------------------- | ---------------------------- | ---------------------------- |
| قومیت                        | قومیت                        |                              | درصد                         | درصد                         |
| قزاق                         | قزاق                         |                              | ۳۶٫۵٪                        | ۳۶٫۵٪                        |
| هان                          | هان                          |                              | ۳۴٫۵٪                        | ۳۴٫۵٪                        |
| هوئی                         | هوئی                         |                              | ۲۶٫۹٪                        | ۲۶٫۹٪                        |
| اویغور                       | اویغور                       |                              | ۱٫۴٪                         | ۱٫۴٪                         |
| مغول                         | مغول                         |                              | ۰٫۲٪                         | ۰٫۲٪                         |
| قرقیز                        | قرقیز                        |                              | ۰٫۱٪                         | ۰٫۱٪                         |
| تاتار                        | تاتار                        |                              | ۰٫۱٪                         | ۰٫۱٪                         |
| سایر                         | سایر                         |                              | ۰٫۳٪                         | ۰٫۳٪                         |
| منبع سرشماری جمعیت :         |                              |                              |                              |                              |